# Tadcaster East
Tadcaster East var en civil parish från 1866 till 1983 då den blev en del av Tadcaster, i grevskapet North Yorkshire, i England. Civil parish var belägen 14 km från York och hade 2 149 invånare år 1971. Ward hade 3 830 invånare år 2001.